# Ivo Luís Knoll
Ivo Luís Knoll (Rio do Sul, 15 de agosto de 1929 - Florianópolis, 15 de mayo de 2021) fue un brasileño político del estado de Santa Catarina.

## Biografía
Hijo de Cristiano Knoll y Herta Altenburg Knoll. Se casó con Maria Gastaldi Knoll.
Fue diputado a la Asamblea Legislativa de Santa Catarina en la VI Legislatura (1967 - 1971).
Falleció en Florianópolis el 15 de mayo de 2021, por causas naturales. Su cuerpo fue incinerado y las cenizas enterradas en el cementerio Jardim da Paz en Florianópolis.